# Віллі Джонс (музикант)
Ві́ллі Джонс (англ. Willie Jones, повне ім'я Ві́льям Джонс-молодший, (англ. William Jones, Jr.; 20 жовтня 1929, Нью-Йорк — квітень 2011, там само) — американський джазовий ударник. Працював з Телоніусом Монком, Чарльзом Мінгусом, Артом Блейкі і Максом Роучем.

## Біографія
Народився 20 жовтня 1929 року. В основному був самоуком. Грав і записувався з Телоніусом Монком (1953), також грав у середині 1950-х з Сесілом Пейном, Джо Голідеєм, Чарлі Паркером, Кенні Доргемом, Дж. Дж. Джонсоном, Лестером Янгом. Записувався з Елмо Гоупом (1955), Ренді Вестоном (1956). Був вленом гурту Чарльза Мінгуса Jazz Workshop (1955—56). У 1958 році записувався з Чемпіоном Джеком Дюпрі.
У 1961 році Джонс востаннє взяв участь у записі альбому Сан Ра під назвою The Futuristic Sounds of Sun Ra на лейблі Savoy наприкінці 1961 року. У подальші роки займався громадською діяльністю, зокрема ініцюював впровадження програм джазу у шкільку систему навчання.
Помер в квітні 2011 року у Нью-Йорку.